# Cuverville (Sena Marítimo)
Cuverville é uma comuna francesa na região administrativa da Normandia, no departamento de Sena Marítimo. Estende-se por uma área de 4,58 km². Em 2010 a comuna tinha 353 habitantes (densidade: 77,1 hab./km²).